# حرستا
حرستا (به عربی: حرستا) شهری در سوریه، حومه دمشق در قسمت شرقی استان، شرق جاده اصلی دمشق به حمص واقع شده و مرکز منطقه اداری آن تابع دوما است. محله‌های برزه، قابون و عربین در مسیر دمشق به حمص به این منطقه مشرف است. این شهر در کیلومتری مرکز پایتخت است و به نوعی دروازه شمالی دمشق است. یاقوت حموی در معجم‌البلدان در مورد حرستا می‌گوید «منطقه بزرگی است که از میان باغ‌های دمشق می‌گذرد.» در زبان آرامی کلمه حرستا به معنای اقلیم خشن است و این نام گذاری تا حدی درست است چون در شمال و شمال غرب آن خاک و شن فراوان و در سوی شرقی آن منطقه کوهستانی قلمون قرار دارد و باعث وجود سنگ‌های بزرگ می‌شود. این شهر مرکز تولید پیاز است اما برخی مورخان می‌گویند نام این شهر زمانی با زیتون همراه بوده‌است و فراوانی کشت این درخت پر برکت در باغ‌های اطراف شهر نشان می‌دهد به کار گرفتن این نام کاربرد درستی است. شاید زیتون و روغن زیتون حرستا در تمام کشورهای عربی ناب‌ترین و خوشمزه‌ترین باشد. به سمت دوما تا روستای عذرا درختان انگور بیابان را پر کرده‌است. اغلب اهل شام از جمله حرستا قبل از اسلام مسحیی بودند و به جای سنگ از گل و خاک که فراوان بود در بنای خانه‌ها استفاده می‌کردند و هنوز دو خانواده مسیحی در آن باقی مانده‌اند. پس از شیوع اسلام در شام مرد حرستا مسلمان شدند و مسلمان بسیاری در عهد اموی به خاطر آب و باغ‌های بسیار ساکن این منطقه شدند. نام بلاطه و حدائق از آن زمان بر منطقه‌های حرستا باقی مانده‌است.

## ویژگی‌ها
حرستا ۳۴٬۱۸۴ نفر جمعیت دارد و ۷۰۲ متر بالاتر از سطح دریا واقع شده‌است.
عنوان «خسف حرستا» یکی از رخدادهای پیش از ظهور حضرت مهدی بیان شده است.